# Marius Grout
Marius Grout fue un escritor francés, nacido el 8 de noviembre de 1903 en Fauville-en-Caux, en la Alta Normandía, y fallecido en Le Havre el 1 de mayo de 1946, que en 1943 ganó el premio Goncourt con la novela Passage de l'homme (El paso del hombre).

## Biografía
El padre de Marius Grout era factor ferroviario en Saint-Saire, cerca de Neufchâtel-en-Bray. Marius escogió la enseñanza y, en 1932, se unió a la Sociedad Religiosa de los Amigos, comúnmente conocida como cuáqueros.
A finales de la década de 1930, formó parte de un grupo de jóvenes pions (nombre en jerga para describir a los vigilantes de instituto, surveillant d'externat, SE, en Francia, que tenían la misión de asistir a los alumnos en diversas funciones escolares, como la asistencia a clase) amantes de la literatura, del cual formaron parte Émile Danoën y su antiguo alumno Pierre Aubery.
En 1937, publicó su primera obra, Kagawa, sobre el pacifista japonés Toyohiko Kagawa, gracias a la Sociedad de Amigos. En 1943, obtuvo el premio Goncourt.
Tras su muerte en Le Havre, fue enterrado en Incheville.
Llevan su nombre un grupo escolar de Rouen, una escuela de Montivilliers y la escuela primaria de Saint-Saire.

## Obra
- Kagawa, biografía, 1937
- Le Poète et le Saint, ensayo, 1938
- Le Déluge, teatro, 1939
- Musique d'avent, Gallimard, 1941
- Mysticisme et Poésie, Albin Michel, 1942
- Le vent se lève, Gallimard, 1942
- Passage de l'homme, Gallimard, 1943. Premio Goncourt. En inglés, When the man passed by, Vantage Press, New York, 1962, trad. por Emerson Lamb, con introducción de Henry Van Etten. En castellano, El paso del hombre, como parte de la obra Premios Goncourt de novela, Plaza y Janés.
- Poèmes, Gallimard, 1944
- Un homme perdu, Gallimard, 1945
- Poèmes à l'inconnue, Le Seuil, 1945
- À un jeune poète, éditions du Pavois, 1945
- Kagawa, le Gandhi japonais, Préf. de Toyohiko Kagawa, París, Presses d’Île-de-France, 1946